# El gremio de los magos
El gremio de los magos (título original: The Magicians' Guild) es una novela de fantasía de la escritora australiana Trudi Canavan. Se publicó por primera vez en 2001 y es la primera de las novelas de la escritora ambientadas en el mundo de Kyralia. Es el primer libro de la trilogía Crónicas del mago negro. La edición española apareció en marzo de 2010.

## Sinopsis
El gremio de los magos transcurre en un mundo ficticio de corte medieval fantástico, y más concretamente en la ciudad de Imardin, capital del reino de Kyralia. La sociedad de Imardin está dominada por los nobles, única clase social de la que nacen los magos que componen su mayor fuerza bélica y policial. Una vez al año, los magos expulsan a los pobres de los barrios ricos de la ciudad, en una ceremonia llamada "la Purga" durante la que emplean la magia para evitar toda resistencia. La escritora afirma que se inspiró en los sucesos previos a las Olimpiadas de Barcelona en 1992 para la Purga.
Sin embargo, en una de estas Purgas, una piedra arrojada por una niña de clase baja, Sonea, logra atravesar el escudo de fuerza de los magos y alcanzarlos. Solo puede significar que Sonea posee poderes mágicos, y por tanto supone un grave peligro a menos que sea entrenada o se supriman sus poderes. El gremio de los magos se enzarza en una búsqueda de Sonea por las barriadas populares de Imardin, dominadas por delincuentes, durante la que entran en juego las luchas entre las distintas facciones que componen todos los estamentos de la ciudad.